# ST-Ericsson
ST-Ericsson — итальяно-французско-шведское совместное предприятие между STMicroelectronics и Ericsson.
Продукты и технологии ST-Ericsson представляют мобильные развлечения, а также преимущества и доступ к мобильной широкополосной связи более чем двум миллиардам человек по всему миру.
ST-Ericsson является уникальным сочетанием производительной платформы и мобильного мультимедиа и связи для GSM, EDGE, WCDMA, HSPA, TD-SCDMA и LTE. Компания является ведущим поставщиком комплектующих для ведущих производителей телефонов, а также в другие интересные отрасли.
Весьма лаконичным пресс-релизом компания ST-Ericsson сообщила о том, что Nokia выбрала ST-Ericsson в качестве поставщика для будущих мобильных устройств с ОС Windows Phone. О возможности такого союза стало известно ещё в мае. Тогда о том, что Nokia выбрала аппаратные средства ST-Ericsson, по крайней мере, для некоторых смартфонов с Windows Phone, сказал глава компании STMicroelectronics (часть ST-Ericsson), господин Карло Бозотти (Carlo Bozotti). Сейчас предварительная информация обрела официальный статус.
«Мы рады быть выбранными Nokia в качестве ключевого партнера по выпуску смартфонов Windows, что соответствует нашей цели быть представленными во всех сегментах и основных операционных системах, — сказал Жиль Дельфасси (Gilles Delfassy), президент и главный исполнительный директор ST-Ericsson. — Наши платформы NovaThor продолжают набирать обороты, поскольку они позволяют клиентам выводить на рынок отличные смартфоны».